# François Clamens
Pour les articles homonymes, voir Clamens.
François Clamens, né le 16 septembre 1899 à Limoux (Aude) et mort le 1er mai 1976 dans la même ville, est un homme politique français.

## Biographie
Maire de Limoux, il accueille le général de Gaulle le 26 février 1960.
En 1966, il est exclu du Parti radical. Une avenue porte son nom à Limoux.

## Détail des fonctions et des mandats

### Mandat parlementaire
- 30 novembre 1958 - 9 octobre 1962 : Député de la 3e circonscription de l'Aude